# Oberliga
Oberliga – jeden z poziomów rozgrywek ligowych w różnych dyscyplinach sportu w Niemczech i dawnej NRD.
W Niemczech rozgrywki pod nazwą Oberliga odbywają się w następujących dyscyplinach:
- badminton (4. poziom)[1]
- futbol amerykański (4. poziom)[2]
- hokej na lodzie (3. poziom)[3]
- piłka nożna (5. poziom)
- szachy (3. poziom)[4]
- tenis stołowy (5. poziom)[5]

W NRD Oberliga była najwyższym poziomem rozgrywek dla:
- hokeja na lodzie[6]
- koszykówki[7]
- piłki nożnej[8]
- piłki ręcznej[9]
- piłki siatkowej[10]
- szachów[11]